# 崇文镇 (泾阳县)
崇文镇，是中华人民共和国陕西省咸陽市泾阳县下辖的一个乡镇级行政单位。

## 行政区划
崇文镇下辖以下地区：
宋村、摆渡村、坡底村、蔡壕村、虎杨村、崇文村、焦村和北丈八寺村。